# Mugardos

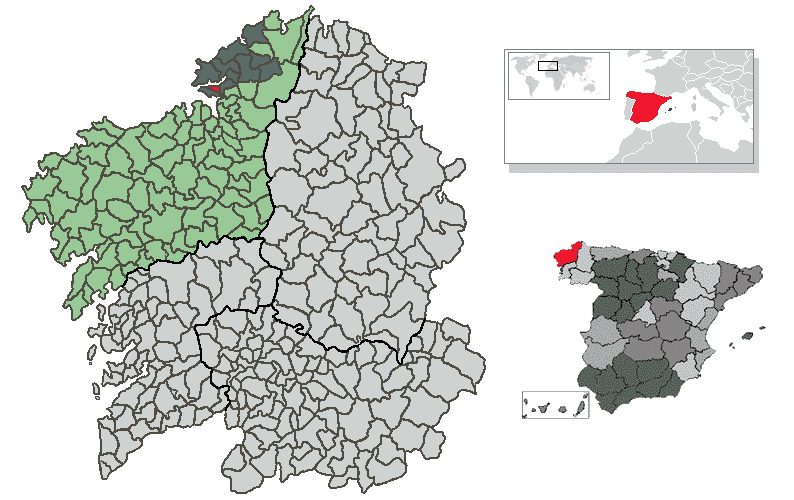
right-Localisation de Mugardos

Mugardos, une commune et petit port de pêche situé dans la province de La Corogne, en Galice  dans le nord-ouest de l'Espagne, face au Ferrol. En 2004, elle comptait 5 612 habitants.
Elle porte le titre de « Royale Ville de Mugardos », conféré par privilège de Philippe III et confirmé par Charles II. Elle occupe seulement 13 km2, mais il y a des siècles c'était le port le plus important de la ria avant d'être détrônée par Ferrol. Ancrée dans la ria le relief est essentiellement composé de grandes extensions de bruyère, interrompues par de petites forêts de pins et d'eucalyptus, permet des vues panoramiques comme celles des enclos du Baño et du Seixo.
L'activité la plus importante de ses quatre paroisses (Mugardos, Mehá, Franza et Piñeiro) fut la pêche, qui a laissé une trace dans l'architecture populaire, avec les typiques maisons avec balcon vérandas. Par son architecture religieuse, le plus intéressant est le bastion ou le château fort de La Palma, et l'église paroissiale de Santiago de Franza, qui conserve la tombe style renaissance de don Pedro de Sillobre.
La ville conserve aujourd'hui son canton de la Mariña, un alignement de maisons, certaines avec galerie, le long du quai, qui lui donnent un bel aspect pittoresque. On trouve également dans d'autres quartiers ces maisons côtières en pierre typiques.

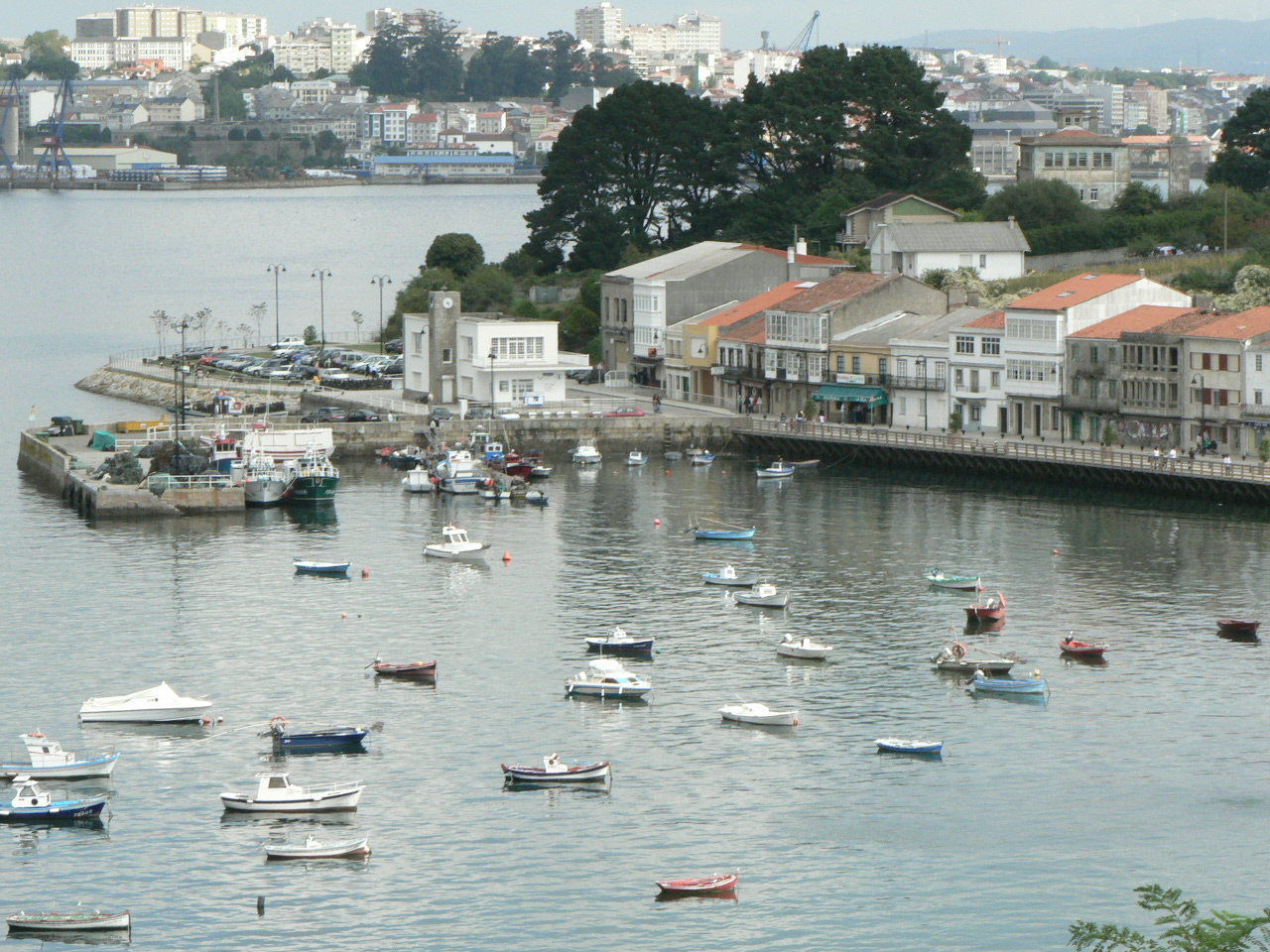
La ville des "pulpeiros" (pêcheurs de poulpes) pointe ses quais vers la cité du Ferrol

## Histoire
Les premiers documents écrits apparaissent vers 1105, quand la moitié de la ville sera livrée au monastère de Caaveiro par Cristóbal de Seguedís ; dans un autre document de 1235 apparait l'abbé Tedón comme possesseur de l'autre moitié. En 1397 Fernán Pérez Andrade, O Bo (Le Bon) accorde la seigneurie de la ville de San Xulian de Mugardos au monastère de Montefaro.
Une anecdote curieuse : le débarquement de la princesse Marie-Anne de Neubourg pour se marier avec Charles II en 1689. Par une forte tempête où l'état de la mer fut tell qu'elle fut obligée d'abandonner rapidement le navire qui la transportait à l'emplacement de l'actuel Castelo de A Palma (Château de La Palme, en français). La rocher où elle prit terre reçu, depuis lors le nom de, « O Cu da Raíña » (Le Cul de la Reine).
Pour remercier le peuple de Mugardos du bon accueil offert à la future reine d'Espagne, elle lui fut accordé et confirmé après par le roi, l'exonération du service militaire.
Le régisseur de Mugardos, Ramón Mariño da Barrière, obtient après un long procès la libération de la seigneurie de Montefaro, un fait qui est concrétisé dans la conception de l'écusson de la mairie, effectuée en 1805. L'écusson est sculpté par deux couronnes et d'une  étoile d'argent.

## Aux alentours

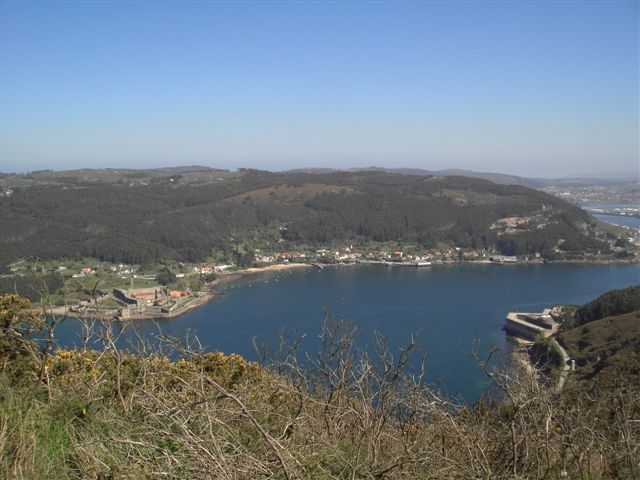
L'entrée de la ria de Ferrol, saluée par les 2 châteaux, A Palma à droite et San Filipe à gauche

- O Castelo de A Palma (Le château de La Palme), appelé originairement de Notre Dame de La Palme, fut construit en 1597, mais le bâtiment actuel date de l'année 1869, aujourd'hui est utilisé comme prison militaire pour les fonctionnaires de l'armée.

Dans le passé  sa position stratégique pour la défense de l'entrée de la ria était décisive, surtout en étant assorti avec le château de San Filipe en face de l'autre bord.
Ces châteaux, deux forteresses, étant les deux gardiennes frontalières. Elles sont des œuvres conçues aux mêmes dates et par le même auteur, comme étant pensées pour être unies entre elles par une lourde chaîne sous-marine qui empêcherait l'accès aux navires ennemis.

## Les fêtes
- Festa do Polbo (Fête du Poulpe) - Samedi anterieur aux Fêtes du Carême
- Festas do Carme (Fêtes du Carmen) - Fin juillet.
- Festival Folclorico Internacional - Semaine grande des fêtes de Mugardos (entre le 15 et 21 juillet).
- Festa da Ameixa (Fête de la Palourde) - Première semaine de juillet en A Pedreira - Mehá.
- Noite das Pepitas (La Nuit des Pepitas) - Le 18 mars.
- Voto de Chanteiro - Mardi Pâques
- Festas de Beiramar - 24, 25 et 26 juillet à Beiramar (O Seixo)

## Mugardais célèbres
- Agustin Sixto Seco, médecin
- Bello Piñeiro, peintre
- José Piñeiro, aviateur

## Démographie
| 1900  | 1930  | 1950  | 1981  | 1991  | 1996  | 2001  | 2002  | 2004  |
| ----- | ----- | ----- | ----- | ----- | ----- | ----- | ----- | ----- |
| 6 517 | 7 112 | 7 110 | 7 079 | 6 668 | 6 200 | 5 718 | 5 859 | 5 612 |

| 2010  | - | - | - | - | - | - | - | - |
| ----- | - | - | - | - | - | - | - | - |
| 5 536 | - | - | - | - | - | - | - | - |

Fontes: INE e  Instituto Galego de Estatisticas